# Spoorlijn Kongsvinger - Elverum
De Spoorlijn Kongsvinger - Elverum, ook aangeduid met de Noorse naam Solørbanen is een spoorlijn in Noorwegen tussen Kongsvinger en Elverum beide gelegen in fylke Hedmark. De lijn was gereed in 1910. Sinds begin jaren negentig van de 20e eeuw is de lijn gesloten voor personenvervoer.

## Ligging
Solørbanen loopt van Kongsvinger naar Elverum. De lijn volgt daarbij het verloop van de Glomma door Østerdalen tussen beide plaatsen, waarbij de spoorlijn, behalve het laatste deel vlak voor Elverum, op de oosteroever loopt. Net als de rivier loopt de spoorlijn vrijwel parallel met de grens met Zweden.

## Aansluitingen
De spoorlijn is een van de weinige Noorse lijnen die niet direct vanaf Oslo of in het verlengde van een lijn vanuit Oslo loopt. Omdat de lijn gesloten is voor personenvervoer is er tegenwoordig feitelijk ook geen sprake meer van aansluitingen waar kan worden overgestapt. In het verleden waren er alleen overstapmogelijkheden in beide eindpunten, Kongsvinger en Elverum.

### Kongsvinger
- Kongsvingerbanen naar Oslo en naar Zweden

### Elverum
- Rørosbanen naar Hamar en Trondheim via Røros.